# Kickstart My Heart: A Tribute to Mötley Crüe
Kickstart My Heart: A Tribute to Mötley Crüe è un album tributo dedicato ai Mötley Crüe realizzato nel 1999 per l'etichetta Pulse Records.
Il ricavato delle vendite del disco vennero devoluti in beneficenza alla Skylar Neil Memorial Foundation, una fondazione per aiutare i bambini negli ospedali, dopo che il frontman dei Mötley Crüe Vince Neil perse sua figlia Skylar Lynnae Neil, di quattro anni a causa del cancro il 15 agosto 1995.

## Tracce
1. Live Wire (Gary Schutt)
2. Public Enemy #1 (Spiders & Snakes)
3. Take Me To the Top (Babylon A.D.)
4. Shout At the devil (Lunatic Candy Kreep)
5. Looks That Kill (Pink Cream 69)
6. Bastard (Eidolon)
7. Red Hot (Shortino/Fastuca)
8. Too Young To Fall In Love (Psycho Drama)
9. Louder Than Hell (Spawn)
10. Home Sweet home (Heaven)
11. Girls Girls Girls (Mother Mercy)
12. Dancin' On glass (KrunK)
13. Kickstart My Heart (Jester)
14. Don't Go Away Mad (Heavens Edge)